# Playa de Borizo
La playa de Borizo (Borizu en asturiano) es una playa que se ubica entre las poblaciones españolas de Barro y Celorio (Asturias), y frente a la isla de Arnielles o Borizo, que en su zona oeste es conocida como Las Cabreras. Tiene forma de concha, presentando una longitud de 400 metros, con una anchura variable pero que puede considerarse de unos 65 metros de media.  Se enmarca en las playas de la Costa Oriental de Asturias, en la Costa Verde, y está considerada paisaje protegido, desde el punto de vista medioambiental (por su vegetación). Por este motivo está integrada, según información del Ministerios de Agricultura, Alimentación y Medio Ambiente, en el Paisaje Protegido de la Costa Oriental de Asturias.

## Descripción
Se trata de una playa semiurbana que cuenta con una alta afluencia de público. Presenta muy fácil acceso tanto a pie, incluso para personas con discapacidad, como en vehículo rodado, contando con un aparcamiento de alrededor de 100 plazas. Se encuentra en el municipio de Llanes. Cuenta con una extensa playa de fina y blanca arena que permite disfrutar de unas aguas tranquilas. En bajamar se une a través de una franja de arena a la isla de Arnielles, que se sitúa frente a ella.
Presenta diversos equipamientos y servicios, como son duchas, teléfono, papeleras y servicio de limpieza.